# Seriola dumerili
El pez de limón, pez limón, seriola, lirio, medregal coronado, coronado de ley, lecha o lechola (Seriola dumerili) es una especie de pez perciforme de la familia Carangidae. No se reconocen subespecies.

## Descripción

Seriola dumerili

Tiene el cuerpo aplanado lateralmente y alargado. Los ojos son pequeños y el hocico redondeado y largo, con la mandíbula inferior un poco prominente y la boca ancha. Su coloración es azulada por el dorso y blanca plateada en la zona ventral. Algunos ejemplares pueden presentar una línea difusa de color amarillo a lo largo de los flancos. La línea lateral se encuentra levemente arqueada en su parte anterior, no muestra placas óseas y presenta de 150 a 180 escamas de pequeño tamaño a lo largo de la misma. Tiene dos aletas dorsales y la aleta anal se encuentra precedida de dos espinas.
Los alevines tienen líneas transversales de color oscuro sobre un fondo amarillento.
Alcanza una longitud máxima de 160 cm y un peso de 60 kg.

## Distribución y hábitat
Su distribución es circunglobal, encontrándose en el océano Índico, en el Pacífico occidental y en el Atlántico, de Nueva Escocia (Canadá) a Brasil, y desde las islas británicas hasta Marruecos, así como en el mar Mediterráneo. Es propio de aguas subtropicales, principalmente asociado a los arrecifes. Los ejemplares jóvenes se encuentran ocasionalmente bajo el sombrero de escifomedusas.

## Comportamiento
Es de hábitos pelágicos o epibentónicos. Puede nadar en solitario o también formar grupos.

### Reproducción
Los machos alcanzan la madurez sexual a los cuatro años y las hembras a los cinco. El periodo del desove tiene lugar en primavera y verano, dependiendo de la zona de distribución.

### Alimentación
Su alimentación se compone principalmente de crustáceos, calamares y alevines.

## Características principales
El pez limón presenta una coloración azul verdosa en el dorso. Una característica distintiva es una franja amarillenta que se extiende desde la boca hasta la aleta dorsal, pasando por la línea ocular, lo que le da su nombre común. Los ejemplares jóvenes muestran bandas verticales oscuras, y su cola, al igual que en otros peces de la misma familia, tiene forma de uve. Su cuerpo es extremadamente aerodinámico, lo que le otorga un gran poder de natación.

### Hábitat del pez limón
Este pez es conocido por su carácter combativo, ya que posee una gran potencia en su nado, mucha velocidad y es capaz de realizar cambios rápidos de profundidad cuando se siente amenazado.
El pez limón se reproduce en primavera o verano. Las hembras alcanzan la madurez sexual entre los 3 y 5 años de edad, cuando miden aproximadamente 109 cm, mientras que los machos lo hacen entre los 2 y 5 años, con una longitud de alrededor de 113 cm.
Es un pez pelágico, lo que significa que habita a cierta distancia del fondo marino. Durante el invierno se encuentra en aguas profundas, pero conforme se acerca la primavera y el verano, se desplaza hacia la costa y las aguas superficiales, situándose a profundidades de entre 20 y 60 metros.